# Montcoy
Montcoy ist eine französische Gemeinde mit 241 Einwohnern (Stand 1. Januar 2022) im Département Saône-et-Loire in der Region Bourgogne-Franche-Comté (vor 2016 Bourgogne). Sie gehört zum Arrondissement Chalon-sur-Saône und zum Kanton Ouroux-sur-Saône (bis 2015 Saint-Martin-en-Bresse). 

## Geographie
Montcoy liegt etwa zehn Kilometer ostnordöstlich von Chalon-sur-Saône in der Naturlandschaft Bresse. Umgeben wird Montcoy von den Nachbargemeinden Damerey im Norden, Saint-Martin-en-Bresse im Osten, Guerfand im Osten und Südosten, L’Abergement-Sainte-Colombe im Süden, Saint-Christophe-en-Bresse im Süden und Südwesten, Allériot im Westen sowie Bey im Westen und Nordwesten.

## Bevölkerungsentwicklung
| Jahr                      | 1962 | 1968 | 1975 | 1982 | 1990 | 1999 | 2006 | 2013 |
| Einwohner                 | 101  | 103  | 104  | 148  | 182  | 201  | 268  | 254  |
| Quelle: Cassini und INSEE |      |      |      |      |      |      |      |      |

## Sehenswürdigkeiten
- Kirche Saint-Pierre

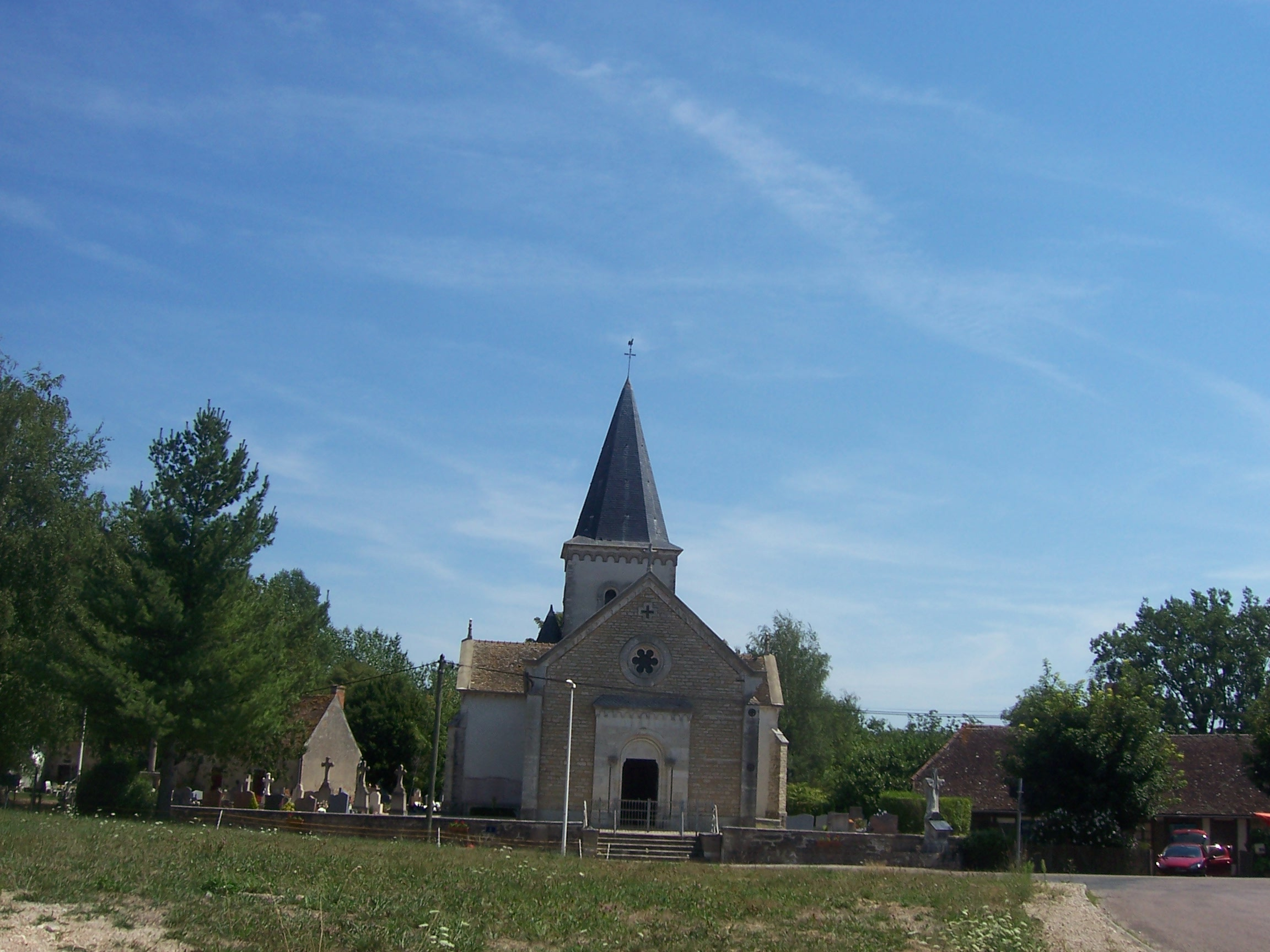
Kirche Saint-Pierre

- Schloss Montcoy, 1670 erbaut, seit 1996 Monument historique